# Culinária de Ruanda

Localização de Ruanda na África

A culinária de Ruanda é baseada em alimentos básicos locais, produzidos pela agricultura tradicional de subsistência e tem historicamente variado entre os diferentes grupos étnicos do país.

## Base
Os alimentos básicos de Ruanda incluem banana, banana-da-terra, leguminosas, batata-doce, feijão e mandioca. Historicamente, isso é particularmente verdadeiro para os Twa e os Hutus que caçavam e cultivavam. Sua dieta era rica em vegetais e pobre em proteína animal, devido à pequena quantidade de produtos de origem animal consumida. Os tutsis eram tradicionalmente pastores e consumiam uma quantidade maior de leite e produtos lácteos.
Muitos ruandeses não comem carne mais do que duas vezes por mês. Para quem vive perto de lagos e tem acesso a peixes, a tilápia é popular. A batata, que se acredita ter sido introduzida em Ruanda por colonos alemães e belgas, é agora muito popular e é cultivada nas cidades de Gitarama e Butare.

## Pratos nacionais

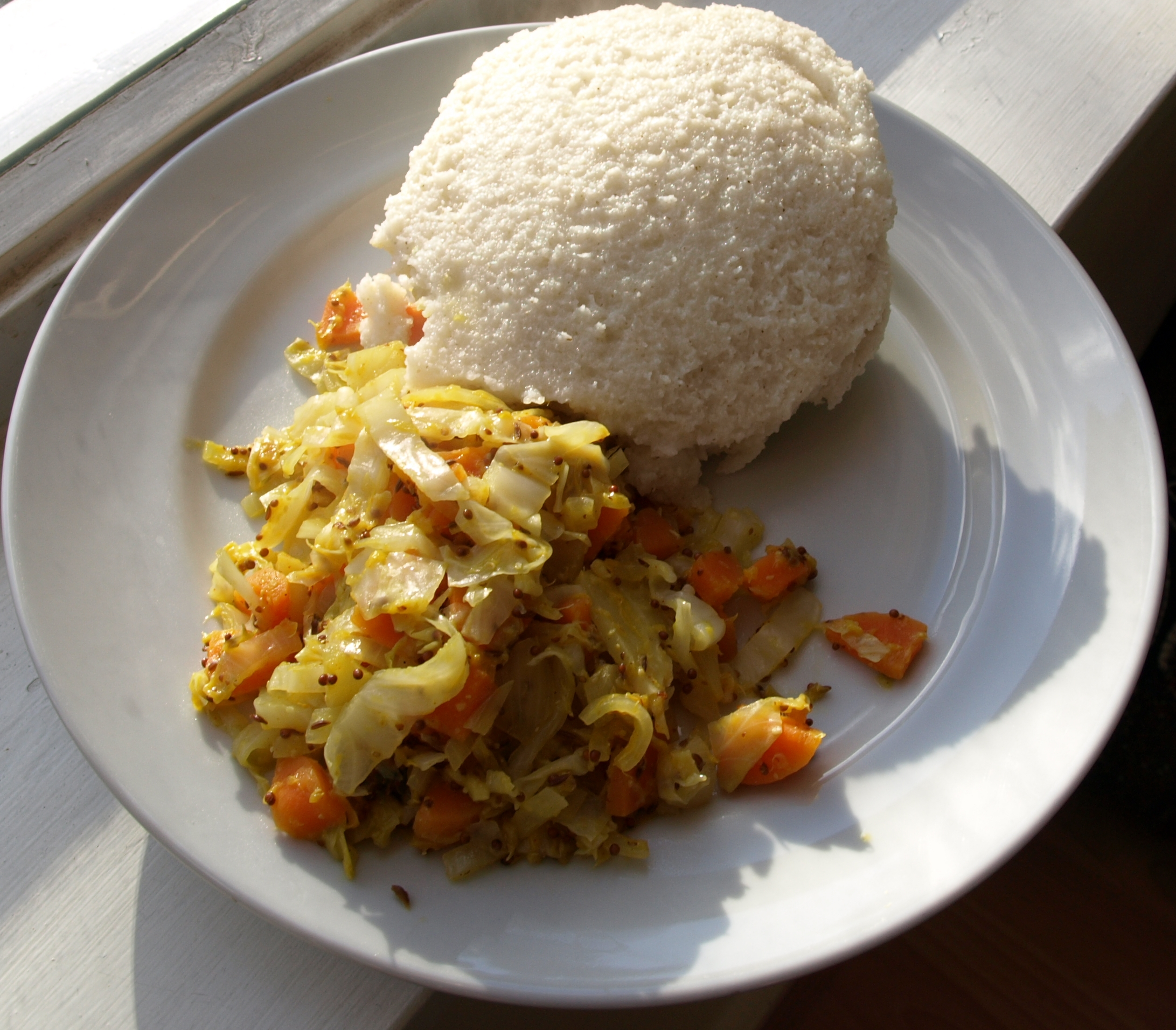
Um prato de ugali e repolho.

Vários pratos evoluíram a partir da variedade de alimentos básicos consumidos. Ugali (ou bugali) é uma pasta feita de milho e água, que uma consistência de mingau; é consumida em toda a África Oriental. O Isombe é feito com purê de folhas de mandioca e servido com peixe seco.
Matoke é um prato feito de banana-da-terra assada ou cozida no vapor. A ibihaza é feita de abóboras cortadas em pedaços, misturada com feijão e fervida sem descascar. A pasta de amendoim Ikinyiga e a pasta de farinha de milheto umustima w'uburo são feitas de água a ferver e farinha, misturadas para obter uma consistência semelhante a um mingau.

Nos restaurantes da capital Kigali, habitantes e expatriados comem uma variedade de pratos da culinária internacional, incluindo indiana, chinesa, italiana e africana. Em outras cidades, a culinária é mais simples, muitas vezes composta por frango, peixe, cabra ou bife servido com arroz ou batata frita.

## Bebidas
O leite é uma bebida comum entre os ruandeses. Outras bebidas populares em Ruanda incluem suco de frutas, vinho, cerveja e refrigerante (Fanta), para quem não bebe álcool. As cervejas comerciais consumidas em Ruanda incluem Primus, Mützig e Amstel. Nas áreas rurais, a urwagwa é uma cerveja feita do suco fermentado da banana que foi misturado à farinha de sorgo torrada.
As cervejas fazem parte de rituais e cerimônias tradicionais, e geralmente são consumidas apenas por homens. Ikigage é uma bebida alcoólica feita de sorgo seco que se acredita ter propriedades medicinais. Ubuki é feito de mel fermentado e tem um teor de álcool de cerca de 12%.